# Canal Superior del Ganges
Canal Superior del Ganges (Upper Ganges Canal) és una obra d'irrigació a Uttar Pradesh. El canal agafa l'aigua del Ganges per la seva riba dreta i rega l'alt Doab. A 3 km d'Hardwar el Ganges el divideix en diversos canals però passat Hardwar es reagrupen a Kankhal. Al km. 35 se separa la branca Deoband de 40 km; al quilòmetre 50 la branca Anupshahr de 172 km, i al km 291 (a Nanu) es divideix en les que originalment foren anomenades branques de Cawnpore i Etawah; després el va creuar en aquesta zona el Canal Inferior del Ganges (als quilòmetres 51 i 63 de les branques) i des d'aquest punt es consideren part del canal inferior. L'1 de març de 1904 tenia 343 km de línia principal, 365 km de branques i 4337 km de distributaris.

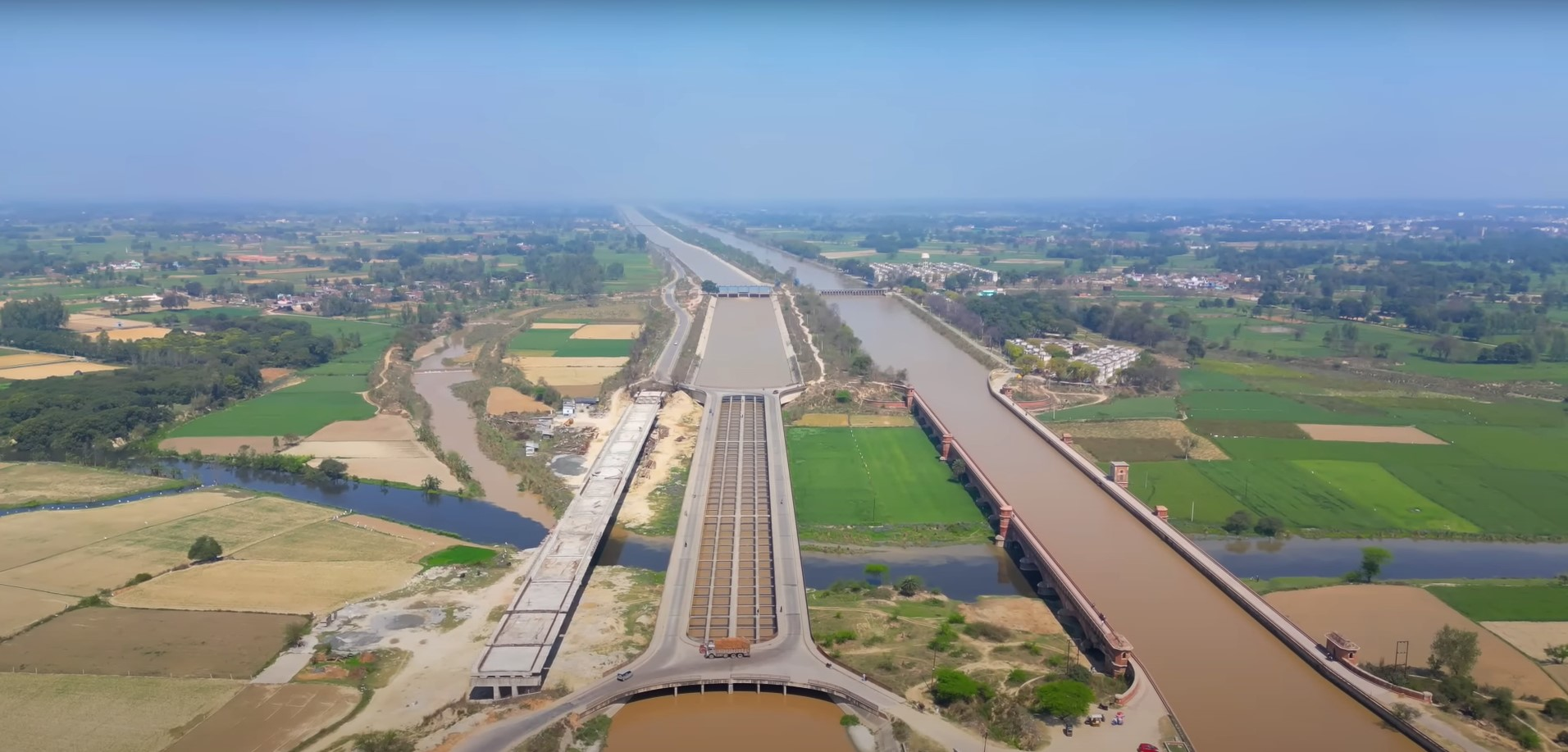
Solani Aquaduct - Canal del Ganges

La idea del canal fou del capità De Bude el 1827, que va proposar aprofitar l'aigua del Kali Nadi; el coronel Colvin va proposar el 1836 que fos el Ganges el subministrador i el 1839 es van començar les inspeccions dels terrenys per part del major Sir Proby Cautley. El 1841 es va establir el pressupost i les obres van començar l'abril de 1842. Lord Ellenborough les va aturar poc després per problemes financers; el 1844 Thomason, tinent governador va incrementar el pressupost i el 1847 un comitè va informar a favor i Lord Hardinge va visitar el lloc el mateix any i va anul·lar l'aturada de les obres, incrementant el pressupost. El nou pressupost fou aprovat el 1850 i el canal fou obert l'abril de 1854 quan encara no estava acabat (es va acabar del tot el maig de 1855). Algun defectes foren detectats i es van començar a corregir el 1866.